# Runzhou
Runzhou (chinesisch 润州区, Pinyin Rùnzhōu Qū) ist ein chinesischer Stadtbezirk im südwestlichen Teil der Provinz Jiangsu, der zum Verwaltungsgebiet der bezirksfreien Stadt Zhenjiang gehört. Runzhou hat eine Fläche von 124 km² und zählt 296.539 Einwohner (Stand: Zensus 2010).

## Administrative Gliederung
Auf Gemeindeebene setzt sich der Stadtbezirk aus vier Straßenvierteln und einer Großgemeinde zusammen. 